# Поповски височини
Поповските височини са платовидно възвишение в Североизточна България, Източната Дунавска равнина, области Търговище и Русе. Името на платото идва от разположения югоизточно от него град Попово.
Поповските височини се издигат в най-югозападната част на Източната Дунавска равнина между долините на реките Черни Лом (на север и североизток), Баниски Лом (ляв приток на Черни Лом, на запад) и Каяджик (десен приток на Баниски Лом, на юг и югозапад). Дължината на платото от запад на изток е около 19 – 20 км, а ширината му от север на юг – също толкова. Максималната му височина е връх Калакоч (485,3 м) разположена в южната част на платото, на 1,5 км северно от село Ковачевец. Най-високата част на височините се намират в южната му част, а на север към долината на Черни Лом надморската височина се понижава до 250 м. Югозападните, към река Каяджик и североизточните му склонове към към река Черни Лом са стръмни, на места отвесни.
Поповските височини имат ерозионно-денудационен релеф, моделиран върху северозападния полегат склон на Севернобългарското сводово издигане. Билното равнище е остатък от денудационна повърхнина. От южната, висока част извират реките Каяджик и Поповски Лом (ляв приток на Черни Лом), а северната по ниска част на височините е разчленена от левите притоци на Черни Лом и десните притоци на Баниски Лом.
Климатът е умерено-континентален със сравнително студена зима и топло лято. Почвите са сиви горски, тук-таме обрасли с редки гори от дъб, цер и габър.
В Поповските височини и по тяхната периферия са разположени 15 населени места, в т.ч 1 град и 14 села:
- Област Търговище

- Община Опака – Голямо градище, Горско Абланово, Крепча, Опака;
- Община Попово – Водица, Гагово, Ковачевец, Осиково, Паламарца, Цар Асен;

- Област Русе

- Община Борово – Лом Черковна;
- Община Две могили – Каран Върбовка, Могилино, Острица, Помен.

Покрай южното и югозападното подножие на височините, по долината на река Каяджик, на протежение от 22,9 км, между селата Копривец и Ковачевец преминава участък от второкласен път № 51 от Държавната пътна мрежа Бяла – Попово – Пресяк.
Покрай североизточното подножие на височините, по долината на река Черни Лом, на протежение от 21,8 км, между селата Кацелово и Гагово преминава участък от третокласен път № 202 от Държавната пътна мрежа Русе – Опака – Попово.

## Топографска карта
- Лист от карта K-35-16. Мащаб: 1 : 100 000.
- Лист от карта K-35-17. Мащаб: 1 : 100 000.